# Francisco Olazar
Francisco Olazar (Quilmes, 10 de julho de 1885 – Buenos Aires, 21 de setembro de 1958) foi um futebolista e treinador de futebol argentino.[carece de fontes?]

## Carreira
Olazar atuava como meio-campista do Racing. Por este clube, entre 1909 e 1922, jogou duzentas e vinte e cinco vezes, marcando trinta e oito gols e conquistando oito títulos do campeonato argentino.[carece de fontes?]
Pela Seleção Argentina, disputou as duas primeiras edições da Copa América, em 1916 e 1917, sendo vice-campeão em ambas as ocasiões. Disputou, no total, 18 partidas e marcou 1 gol por sua seleção.[carece de fontes?]
Posteriormente, ao lado de Juan José Tramutola, foi o treinador da Argentina[carece de fontes?] na conquista do  Campeonato Sul-Americano de 1929 e no vice-campeonato mundial em 1930.

## Títulos
Racing Club
- Campeonato Argentino (8): 1913, 1914, 1915, 1916, 1917, 1918, 1919 e 1921.[carece de fontes?]

Seleção Argentina
- Copa América: 1929 (como treinador)[carece de fontes?]